# Souvigné (Charente)
 Souvigné  es una población y comuna francesa, en la región de Poitou-Charentes, departamento de Charente, en el distrito de Angoulême y cantón de Villefagnan.

## Demografía
| 300 | 307 | 268 | 235 | 227 | 233 |
| Para los censos de 1962 a 1999 la población legal corresponde a la población sin duplicidades (Fuente: INSEE [Consultar]) |     |     |     |     |     |